# Vincent, François, Paul... et les autres
Vincent, François, Paul... et les autres is een Franse film van Claude Sautet die werd uitgebracht in 1974.
De film is een melancholische kroniek van het leven van Vincent, François en Paul, drie jeugdvrienden die ondertussen vijftigers geworden zijn, en van dat van de anderen die deel uitmaken van hun leven : hun vrouwen, vriendinnen ... 

## Samenvatting
Bedrijfsleider Vincent, dokter François en schrijver Paul en hun vrouwen ontmoeten elkaar regelmatig om te babbelen en te tafelen, samen met anderen waaronder Jean, meestergast van Vincent. Ze brengen ook dikwijls samen het weekend door in de plattelandsvilla van Paul. Allen gaan ze door een moeilijke periode. 
Vincent kampt niet alleen met een dreigend faillissement, hij verteert ook moeilijk dat zijn vrouw hem verlaten heeft. Ook zijn jonge minnares zal hem laten zitten. De vrouw van François voelt zich erg verwaarloosd door haar man die alleen maar oog heeft voor de rijke patiënten van zijn privékliniek. Paul heeft een fijne relatie met zijn vrouw maar worstelt met een boek dat maar niet vlot. En Jean beseft dat hij zijn droom ooit bokser te worden moet opbergen. Wanneer Vincent hartproblemen krijgt  beseffen de anderen stilletjes aan hoe relatief hun eigen problemen zijn.

## Rolverdeling
| Acteur             | Personage                            |
| ------------------ | ------------------------------------ |
| Yves Montand       | Vincent                              |
| Michel Piccoli     | François                             |
| Serge Reggiani     | Paul                                 |
| Gérard Depardieu   | Jean Lavallée                        |
| Stéphane Audran    | Catherine, de vrouw van Vincent      |
| Marie Dubois       | Lucie, de vrouw van François         |
| Umberto Orsini     | Jacques                              |
| Ludmila Mikaël     | Marie, de jonge vriendin van Vincent |
| Antonella Lualdi   | Julia, de vrouw van Paul             |
| Catherine Allégret | Colette, de vriendin van Jean        |
| Betty Beckers      | Myriam                               |
| Yves Gabrielli     | Michel                               |
| Jean Capel         | Jamain                               |
| Mohamed Galoul     | Jo Catano                            |
| Jacques Richard    | Armand                               |
| David Tonelli      | Marco                                |
| Nicolas Vogel      | Clovis                               |
| Jean-Denis Robert  | Pierre                               |
| Myriam Boyer       | Laurence                             |
| Daniel Lecourtois  | Georges                              |
| Pierre Maguelon    | Farina                               |
| Maurice Auzel      | Simon                                |
| Maurice Travail    | de boekhouder van Vincent            |
| Jean Lagache       | de medewerker van Becaru             |
| Marcel Portier     | de vader van Jean                    |
| Ermanno Casanova   | de baas van het restaurant           |
| Henri Coutet       | André                                |
| Carlo Nell         | de speaker                           |
| Pippo Merisi       | de kale verzorger                    |